# Hemvärnets Musikkår Ystad
FBC/Hemvärnets musikkår Ystad, är en militärmusikkår inom hemvärnsmusiken och Ystads Frivillige Bergnings-Corps, förlagd i Malmö.

## Historia
Den 28 november 1948 bildades Ystads Frivillige Bergnings-Corps musikkår, avdelning V, i Ystad. Musik har dock alltid funnits i Ystads Frivillige Bergnings-corps, som grundades 1839. Kåren som bildades 1948 bestod av tolv herrar under ledning av dirigent musikfanjunkare Thure Nilsson (se bilden)

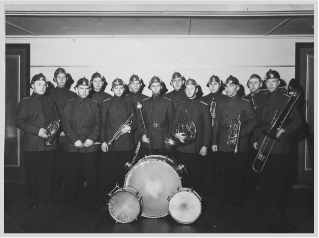
Frivillige bergnings-corpsens musikkår 1948

1980 antogs Frivillige bergnings-corpsens musikkår till hemvärnsmusiken och namnet ändrades till Hemvärnets Musikkår Ystad. Dock är inte Frivilligans namn glömt. Några få gånger om året byter musikkåren uniform och blir åter FBC:s musikkår
Hemvärnets musikkår Ystad har under många år varit aktiv även utanför Sveriges gränser. Musikkåren har bland annat spelat i Danmark, Finland, Tyskland, England och USA. På senare tid har antalet högvakter på Stockholms slott utökats och resulterat i ett tiotal tillfällen. I dag består orkestern av totalt ca. fyrtio musiker där åldern varierar mellan 15 och 80 år. En del av charmen är att alla åldrar samlas kring ett gemensamt intresse – att utöva musik.
1996 tog musikkåren initiativ till att försöka skapa ett tattoo i Ystad, och 1999 hölls för första gången Ystad International Military Tattoo. Det har därefter ägt rum vartannat år och har nått internationell ryktbarhet. Nästa tattoo i Ystad hålls 2019.

## Inspelningar
Musikkåren har under sin existens spelat in en skiva, "FBC/Hemvärnets Musikkår Ystad, ett musikaliskt halvsekel, 1948-1998 med följande musikstycken:
- Skånska luftvärnskårens marsch
- Chianti-Lied

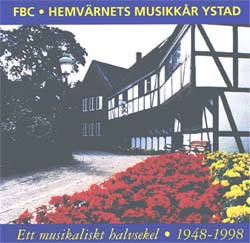

- Bluesette – Bedårande sommarvals
- Marinarella
- Danny’s Dream
- Skånska dragonregementets marsch
- De två trumpetarna
- Under rönn och syrén
- La Spagnola
- Södra Skånska infanteriregementets marsch
- Stockholmsmelodi
- Troják
- FBC:s paradmarsch
- FBC:s marsch (Kaisermarsch)
- That Crazy Charleston
- FBC:s jubileumsmarsch